# Bruno S.
Bruno S., all'anagrafe Bruno Schleinstein (Berlino, 2 giugno 1932 – Berlino, 10 agosto 2010), è stato un attore, pittore e musicista tedesco.

## Biografia
Figlio illegittimo di una prostituta, maltrattato da bambino, ha trascorso gran parte della sua infanzia tra orfanotrofi, istituti di correzione e carceri. Ottimo pittore e musicista autodidatta, abile nel suonare la fisarmonica e il pianoforte, è stato costretto a lavorare nelle fabbriche, come manovratore di carrello elevatore, mentre il fine settimana si esibiva come musicista di strada eseguendo ballate nei giardini e nei cortili.
Scoperto dal regista Werner Herzog grazie al documentario Bruno der Schwarze (1970) di Lutz Eisholz, Herzog gli affidò la parte di protagonista nel film L'enigma di Kaspar Hauser (1974), nonostante non avesse nessuna esperienza cinematografica. Fu anche protagonista di un altro film di Herzog, La ballata di Stroszek (1976), che il regista tedesco scrisse apposta per lui in pochi giorni. Il film presenta apparentemente parecchi tratti comuni con la vita di Bruno, compreso l'uso del proprio appartamento e dei propri strumenti.
Nel 1994 è protagonista del cortometraggio Vergangen, vergessen, vorüber di Jan Ralske.
Si è anche dedicato alla pittura e alla musica. Alcuni dei suoi quadri sono stati esposti nel 2004 al Outsider Art Fair di New York. Inoltre ha pubblicato un CD di musica propria.

## Filmografia
- L'enigma di Kaspar Hauser, regia di Werner Herzog (1974)
- La ballata di Stroszek, regia di Werner Herzog (1976)
- Vergangen, vergessen, vorüber, regia di Jan Ralske (1994)

## Doppiatori italiani
- Renzo Stacchi in L'enigma di Kaspar Hauser
- Luciano De Ambrosis in La ballata di Stroszek